# SBB Ee 6/6
Die Ee 6/6 ist eine elektrische Rangierlokomotive. Die Schweizerischen Bundesbahnen (SBB) beschafften 1952 zwei solcher Lokomotiven. Seit der Inbetriebnahme der zehn Ee 6/6 II im Jahr 1980 werden sie auch als Ee 6/6 I bezeichnet.

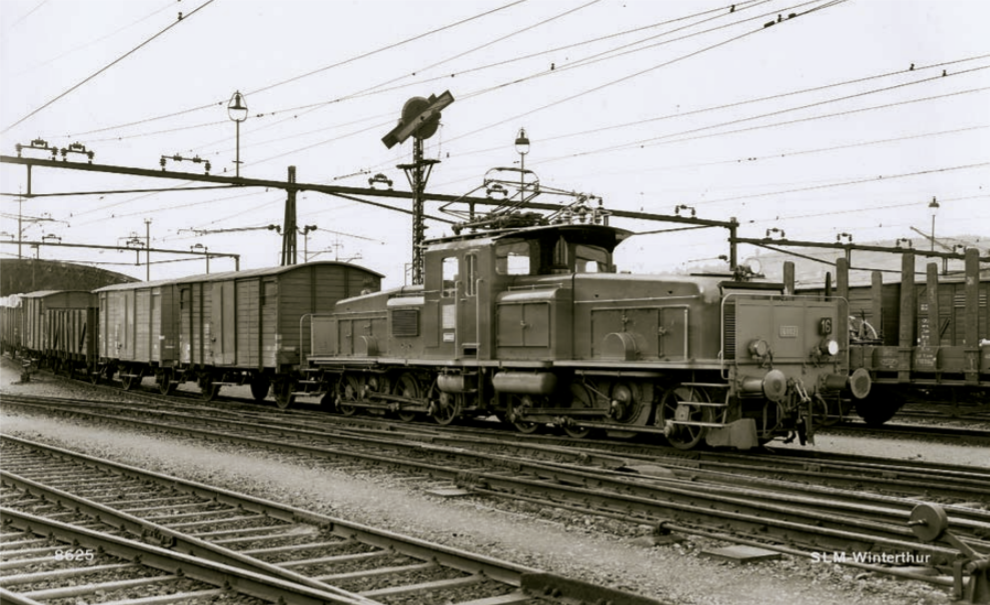
Ee 6/6 16802 im Jahr 1952 im Rangierbahnhof Zürich

Es handelt sich um eine sechsachsige Lokomotive mit mittigem Führerstand. Sie hat zwei dreiachsige Vorbauten, die sich wie ein Drehgestell der Gleiskrümmung anpassen können. Da die drei Achsen mit Kuppelstangen verbunden sind, besitzt sie die Achsfolge C'C'. Jedes Drehgestell besitzt einen Fahrmotor, dessen Kraft mit dem Winterthurer Schrägstangenantrieb auf die innerste Achse übertragen wird. Sie besitzt einen dreigeteilten Wagenkasten und zählt deshalb zu den echten Krokodilen (Be 6/8 III, Ce 6/8 II, De 6/6). Technisch ist sie mit den gleichzeitig ausgelieferten Ee 3/3 verwandt, denn es wurden eigentlich zwei Ee 3/3 mit einem mittleren Lokomotivkasten zusammengefasst. Eine Serienbeschaffung unterblieb, da für diesen Zweck einige Ce 6/8 II zu «Rangierkrokodilen» umgebaut wurden. Die Lokomotiven wurden hauptsächlich im Ablaufbetrieb im Rangierbahnhof Basel-Muttenz eingesetzt. 1998 wurden sie nach Biel umgesetzt, wobei die 16802 kurz darauf einen Fahrmotordefekt erlitt. Dieser Schaden wurde nie repariert und die Lokomotive noch 1999 ins IW Yverdon überführt, wo noch brauchbare Teile ausgebaut wurden. Danach wurde sie zur Verschrottung freigegeben. Auch die zweite Lokomotive wurde inzwischen ausrangiert; sie wurde jedoch an eine Privatperson verkauft und ist erhalten geblieben.
Die Lokomotiven wurden mit oxidrotem Anstrich abgeliefert. Die 16801 erhielt in den 1990er Jahren einen verkehrsroten Anstrich.